# Le Shundra Nathan
Le Shundra Nathan (Estados Unidos, 20 de abril de 1968) es una atleta estadounidense retirada especializada en la prueba de pentatlón, en la que consiguió ser campeona mundial en pista cubierta en 1999.

## Carrera deportiva
En el Campeonato Mundial de Atletismo en Pista Cubierta de 1999 ganó la medalla de oro en la competición de pentatlón, logrando un total de 4753 puntos, por delante de la rusa Irina Belova y la polaca Urszula Włodarczyk (bronce con 4596 puntos).